# Psectraglaea
Psectraglaea là một chi bướm đêm thuộc họ Noctuidae.

## Loài
- Psectraglaea carnosa (Grote, 1877)